# Nikos Gabriel Pentzikis

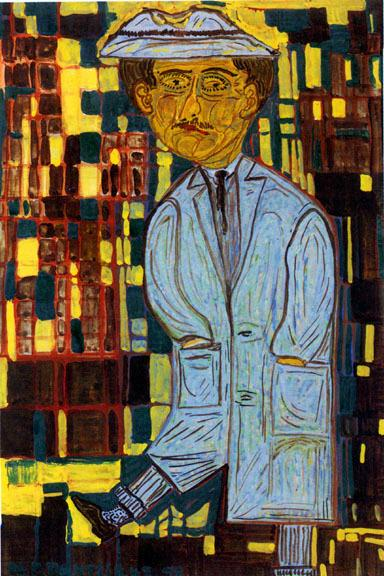
Pentzikis – Städtische Kunstgalerie Thessaloniki

Nikos Gabriel Pentzikis (griechisch Νίκος Γαβριήλ Πεντζίκης Nikos Graviil Pendzikis; * 17. Oktober 1908 in Thessaloniki, Osmanisches Reich; † 13. Januar 1993) war ein griechischer Intellektueller und Schriftsteller der Generation der 30er Jahre, der unter dem Pseudonym Kosmas Stavrakios veröffentlicht hat.

## Leben
Pentzikis war der Sohn von Gavriil Pendzikis (Γαβριήλ Πεντζίκης, † 1927) und Maria Ioannidou (Μαρία Ιωαννίδου). Er absolvierte in Paris ein naturwissenschaftliches Studium setzte seine Studien in Botanik und Pharmazie in Straßburg fort (bis 1929). 1930 übernahm er die Apotheke seines Vaters und ab 1933 versuchte er sich als Maler. In dieser Zeit verabschiedete er sich von der christlich-orthodoxen Tradition. Als Schriftsteller veröffentlichte er 1935 sein erstes Werk, Andreas Dimakoudis. Zugleich verfasste er Artikel für Zeitschriften . Er gehörte mit Alkiviadis Giannopoulos (Αλκιβιάδης Γιαννόπουλος), Georgios Delios (Γεώργιος Δέλιος) und Stelios Xefloudas (Στέλιος Ξεφλούδας) zur Schule Thessalonikis («Σχολή τής Θεσσαλονίκης») innerhalb der Generation der 30er Jahre. Nach seiner Pensionierung im Jahre 1969 widmete er sich wieder der Malerei und anderen Projekten. Er war Mitglied der Gesellschaft der Griechischen Schriftsteller, der „Society of Writers of Thessaloniki“ und der „Kunstkammer Athen“.
Er selbst nannte sich den „Play-Graph“, da er innovative Techniken wie innerer Monolog oder assoziatives Schreiben verwendete. Seine Arbeiten bewegten sich zwischen Realität und Fantasie.
Er heiratete 1948 Niki Lazaridou (Νίκη Λαζαρίδου), mit der er den Sohn Gabriel hatte. Er wurde in Ormylia (Chalkidiki) begraben.

## Andreas Dimakoudis
Andreas Dimakoudis (gr. Ανδρέας Δημακούδης) ist ein Student, der im Ausland studiert. Er trifft viele Menschen und verliebt sich dabei unsterblich in die Studentin Renee Saiger. Sie entspricht all seinen Vorstellungen, doch sie weist ihn zurück und Andreas versucht sich zunächst auf andere Dinge zu konzentrieren. Nach einiger Zeit kommt er seiner Haushälterin sexuell näher, weist sie jedoch ab, da er noch immer an Renee denken muss. Im Winter folgt er Renee in ihre Heimatstadt, wo sie ihn erneut abblitzen lässt. Er versucht, sie zu überraschen und so für sich zu gewinnen. Er schmückt sich mit Blumen, besorgt Süßigkeiten und lässt sich in einer riesigen Kiste in ihr Zimmer tragen. Doch Renee lässt sich nicht erweichen. Mit gebrochenem Herzen stürzt er sich in einen Fluss.

## Auszeichnungen
- Preis des Ministeriums für Kultur (1987)
- Herder-Preis (1989, Wien)[1]
- 1988 Ehrendoktor der Philosophie.